# Grijsborststruikzanger
De grijsborststruikzanger (Locustella alfredi synoniem:  Bradypterus alfredi) is een zangvogel uit de familie Locustellidae. Deze vogel is genoemd naar de Britse zoöloog Alfred Newton.

## Verspreiding en leefgebied
Deze soort komt voor in centraal Afrika en telt twee ondersoorten:
- L. a. kungwensis: zuidoostelijk Congo-Kinshasa, westelijk Tanzania en noordwestelijk Zambia.
- L. a. alfredi: van westelijk Ethiopië tot oostelijk Congo-Kinshasa.

## Status
De grootte van de populatie is niet gekwantificeerd maar de soort wordt omschreven als zeldzaam en plaatselijk. Op de Rode lijst van de IUCN heeft deze soort de status niet bedreigd.